# Walther von Brauchitsch
Heinrich Alfred Hermann Walther von Brauchitsch (Berlín, 4 d'octubre de 1881 - Hamburg, 18 d'octubre de 1948 ) va ser comandant en cap de l'OKH (Alt Comandament de l'Exèrcit) en els primers anys de la Segona Guerra Mundial.

## Biografia
Va participar en la Primera Guerra Mundial i el 1925 va ser ascendit a coronel, general de divisió a 1931, i a comandant general de l'arma d'artilleria el 1932, al mateix any en què va ingressar al Partit Nacional Socialista dels Treballadors Alemanys. Amb la simpatia d'Adolf Hitler envers ell i de tots els nazis en general, el va fer transformar en coronel-general el 1938, comandant en cap de l'exèrcit de terra. Va dirigir les operacions militars de Campanya de Polònia, Campanya de França, Campanya dels Balcans i una ofensiva victoriosa a URSS. Pel fracàs de les tropes alemanyes a Moscou, el van substituir pel mateix Hitler, que es va anomenar a si mateix amb el càrrec absolut de l'exèrcit i les operacions. Empresonat el 1945 i jutjat pels Aliats de la Segona Guerra Mundial per criminal de guerra, va morir a un hospital d'Hamburg el 1948.
| Trets destacats de la seva vida                                           |
| ------------------------------------------------------------------------- |
| 1981 - Naixement a Berlín                                                 |
| Participació a la Primera Guerra Mundial                                  |
| 1925 - Ascendit a Coronel                                                 |
| 1931 - Ascendit a General de divisió                                      |
| 1932 - Comandant en cap de l'artilleria                                   |
| 1932 - Ingrés al partit Nazi                                              |
| 1938 - Ascendit a Coronel-General, comandant en cap de l'exèrcit de terra |
| Campanya militar de Polònia/França/Balcans/Rússia                         |
| Pèrdua de càrrec, ocupat per Hitler                                       |
| 1945 - Empresonat pels aliats                                             |
| 1948 - Mor a un hospital, a Hamburg                                       |